# Windkraftanlage Freimann
Die Windkraftanlage Freimann befindet sich auf dem Betriebsgelände Deponie Nord-West des Abfallwirtschaftsbetriebs München (AWM) im Münchner Stadtteil Freimann bzw. im Stadtbezirk 12 Schwabing-Freimann, im Bezirksteil Freimann. Es ist die zweite Windkraftanlage, die die Stadtwerke München (SWM) in München in Betrieb genommen haben. Die erste, die Windkraftanlage Fröttmaning, befindet sich diagonal gegenüber auf der anderen Seite des Autobahnkreuzes München-Nord auf dem Fröttmaninger Berg im Bezirksteil Obere Isarau desselben Stadtbezirks. Im Gegensatz zur Windkraftanlage Fröttmaning ist die Windkraftanlage Freimann nicht öffentlich zugänglich.

## Geschichte und Beschreibung
Die Genehmigung für den Bau und Betrieb der Windkraftanlage wurde am 4. April 2014 nach Bundes-Immissionsschutzgesetz erteilt. Die Anlage vom Typ Enercon E-138 wurde 2020 auf der Deponie Nord-West errichtet und im Januar 2021 in Betrieb genommen. Sie hat eine Nennleistung von 3,5 MW, welche sie ab einer Windgeschwindigkeit von 15 m/s erreicht. Laut Betreiber liefert die Anlage am Standort Freimann jährlich eine elektrische Energie von ca. 7 GWh, was einer mittleren Leistung von 0,8 MW entspricht und für die Versorgung von ca. 2800 Haushalten ausreicht. Netzbetreiber ist die SWM Infrastruktur, die zu den Stadtwerken gehört.
Das Windrad verfügt, wie alle Windkraftanlagen in Siedlungsnähe, über eine automatische Abschalteinrichtung, welche die Schattenimmission des bewegten Rotors reduzieren sowie Eisabwurf verhindern soll. Außerdem ist vorgesehen das Windrad in den ersten beiden Betriebsjahren zum Schutz von Fledermäusen zeitweise abzuschalten.

## Technische Daten
- Hersteller: Enercon
- Typ: E-138
- Nennleistung: 3,5 MW
- Nabenhöhe: 80 m
- Rotordurchmesser: 138 m
- Rotorblattlänge: 69 m
- Gesamthöhe: 149 m
- Einschaltwindgeschwindigkeit: 2 m/s